# Ékes holyva
Az ékes holyva (Abemus chloropterus) a rovarok (Insecta) osztályának a bogarak (Coleoptera) rendjéhez, ezen belül a mindenevő bogarak (Polyphaga) alrendjéhez és a holyvafélék (Staphylinidae) családjához tartozó faj.

## Elterjedése
Az ékes holyva európai elterjedési faj, Nyugat- és Dél-Európában ritkábban fordul elő. Magyarországról főként hegyvidéki adatai vannak, sík- és dombvidéken ritkább (Kaposvár, Pécel, Siófok, Hercegszántó, Kétújfalu).

## Megjelenése
Közepes méretű (9–11 mm) holyvafaj. Test 3 színű: feje és előtora bronzfényű zöld, szárnyfedője szintén zöld, márványszerű rajzolattal, potroha ibolyásfekete; a hátlemezek közepén aranysárga szőrfoltokat visel. A szárnyfedők vállai, a csápjai és a lábak sárga színűek.

## Életmódja
Fás vidékeken, lomberdőkben, erdei tisztásokon él. Avarban, korhadó növényi anyagok közt, fakéreg alatt ragadozó életmódot folytat.
Gyűjtési adatai áprilistól júliusig vannak.